# Alessandro Ballan
Alessandro Ballan (Castelfranco Veneto, 6 november 1979) is een Italiaans voormalig wielrenner.
Ballan was bekend vanwege zijn grote aantal koersdagen. Daarnaast was Ballan in de koersen die hij start, vaak voorin te vinden. Een van zijn grootste specialiteiten was het rijden op de kasseien, maar hij stond ook bekend als hardrijder en klassiekerrenner.

## Biografie
Ballan brak in 2005 door, nadat hij een etappe wist te winnen in de Driedaagse van De Panne-Koksijde en deze prestatie te bevestigen, door mee te zitten met de beslissende vlucht in de Ronde van Vlaanderen van dat jaar. In augustus 2005 kwam er nog een zege bij in de ENECO Tour, waar hij de sprint van een uitgedunde groep won.
In 2006 boekte hij succes in de eendaagskoers Trofeo Laigueglia. In september dat jaar, was Ballan een belangrijke pion die Paolo Bettini op weg hielp naar zijn regenboogtrui in Salzburg. Door zijn hardrijdkunsten, voorkwam Ballan dat concurrenten weg konden rijden.
In Milaan-San Remo fungeerde hij als superknecht en in het Vlaamse gedeelte trekt hij zijn eigen plan, wat resulteerde in winst in de Driedaagse van De Panne-Koksijde, het klassement dit keer (2007). De zondag daarop volgde zijn grootse overwinning in de Ronde van Vlaanderen, waar hij Leif Hoste in een sprint met twee versloeg, nadat Ballan sterk wegsprong vanaf de Muur van Geraardsbergen.
Later op het jaar won Ballan de Duitse ex-Wereldbekerkoers Vattenfall Cyclassics na een demarrage in de laatste kilometer.
Het seizoen 2008 kwam voor Ballan aanvankelijk traag op gang, met ereplaatsen in Parijs-Roubaix (3e) en in de GP Ouest France-Plouay (2e). De eerste overwinning van het seizoen kwam er pas in september toen hij de 7e etappe van de Ronde van Spanje op zijn naam schreef. Op 28 september volgde dan evenwel een van de grootste overwinningen van zijn carrière tot dusver: winst in het wereldkampioenschap wielrennen op de weg te Varese in zijn thuisland Italië. Ballan reed op drie kilometer weg uit een selecte kopgroep en eindigde met drie seconden voorsprong op zijn land- en ploeggenoot Damiano Cunego.
In het voorjaar van 2009 kampte hij met een virus, waardoor hij koersen als Parijs-Roubaix en de Ronde van Vlaanderen moest missen. Later op het jaar won hij nog wel de Ronde van Polen.

### Doping
In april 2010 werd bekend dat hij in 2007 en 2008, de jaren waarin hij zijn grootste successen behaalde, betrokken was bij een dopingzaak met 34 andere Italiaanse renners. Vanwege deze zaak werd hij de door zijn ploeg tijdelijk op non-actief gesteld. Eind mei 2 kreeg Ballan van zijn ploeg weer toestemming om te gaan koersen. Hij mocht van BMC weer koersen omdat ze geen bewijs van dopinggebruik konden vinden.
In april 2011 werd bekend dat Ballan wordt aangeklaagd voor het gebruik van bloeddoping. Zijn ploeg BMC heeft hem voor zolang het onderzoek naar hem duurt op non-actief gezet. Door het uitblijven van een reactie hierop door de anti-dopingagentschappen WADA en CONI mocht Ballan vanaf juni weer koersen van de ploegleiding.
Eind december 2012 komt hij tijdens een trainingskamp in de buurt van de Spaanse stad Alicante hard ten val. Hij brak niet alleen een rib en zijn linkerdijbeen op twee plaatsen, maar liep ook een geperforeerde long op en zijn milt moest worden verwijderd.
Begin 2014 werd hij voor twee jaar geschorst voor zijn betrokkenheid in een dopingzaak met zijn ex-ploeg Lampre. Hierop werd hij ontslagen door zijn ploeg BMC.
In maart 2016 zette Ballan definitief een punt achter zijn wielerloopbaan.

## Belangrijkste overwinningen
2003
- Trofeo Zssdi

2005
- 1e etappe Driedaagse van De Panne-Koksijde
- 4e etappe Eneco Tour

2006
- Trofeo Laigueglia

2007
- Eindklassement Driedaagse van De Panne-Koksijde
- Ronde van Vlaanderen
- Vattenfall Cyclassics
- 1e etappe Ronde van Polen (ploegentijdrit)

2008
- 7e etappe Ronde van Spanje
- Wereldkampioenschap op de weg in Varese

2009
- 5e etappe Ronde van Polen
- Eindklassement Ronde van Polen

2012
- 1e etappe Ronde van Trentino (ploegentijdrit)
- Ronde van Toscane
- 7e etappe Eneco Tour

## Resultaten in voornaamste wedstrijden
| Jaar | Ronde van Italië | Ronde van Frankrijk | Ronde van Spanje |
| ---- | ---------------- | ------------------- | ---------------- |
| 2004 |                  |                     |                  |
| 2005 |                  |                     |                  |
| 2006 |                  | 66e                 |                  |
| 2007 |                  | 88e                 |                  |
| 2008 |                  | 93e                 | opgave (1)       |
| 2009 |                  | 93e                 | opgave           |
| 2010 |                  | 86e                 |                  |
| 2011 |                  |                     |                  |
| 2012 | 103e             |                     | 63e              |

| Jaar | Milaan-San Remo | Gent-Wevelgem | Ronde van Vlaanderen | Parijs-Roubaix | Amstel Gold Race | Luik-Bast.‑Luik | Ronde van Lombardije | Parijs-Tours | E3 Harelbeke | Cyclassics Hamburg |  | WK op de weg |  | Wereldranglijsten |
| ---- | --------------- | ------------- | -------------------- | -------------- | ---------------- | --------------- | -------------------- | ------------ | ------------ | ------------------ |  | ------------ |  | ----------------- |
| 2004 |                 |               | 82e                  | opgave         | 90e              | opgave          |                      | 120e         |              | 71e                |  |              |  |                   |
| 2005 | 52e             | 51e           | 6e                   | 47e            | 104e             |                 | opgave               | 92e          |              | 20e                |  |              |  | 96e (UPT)         |
| 2006 | 8e              |               | 4e                   | ↑              | 11e              | 19e             | 56e                  | 43e          | ↑            | 49e                |  | 88e          |  | 6e (UPT)          |
| 2007 | 55e             |               | ↑                    | 61e            |                  |                 | opgave               |              | 10e          | ↑                  |  | 52e          |  | 11e (UPT)         |
| 2008 | 16e             | 52e           | 4e                   | ↑              | 55e              |                 | 14e                  | 32e          |              |                    |  | ↑            |  | 10e (UPT)         |
| 2009 |                 |               |                      |                |                  |                 | 29e                  | 19e          |              |                    |  | 41e          |  | 45e (UWK)         |
| 2010 | 64e             |               | 35e                  |                |                  |                 | opgave               |              | 57e          | 32e                |  |              |  | 59e (UWK)         |
| 2011 | 4e              | 44e           | 12e                  | 6e             |                  |                 | opgave               | 57e          |              |                    |  |              |  | 47e (UWT)         |
| 2012 | 8e              | 22e           | ↑                    | ↑              |                  |                 | opgave               | 17e          | 9e           |                    |  |              |  |                   |